# Sońsk
Sońsk es un pueblo de Polonia, en Mazovia.  Es la cabecera del distrito (Gmina) de Sońsk, perteneciente al condado (Powiat) de Ciechanów. Se encuentra aproximadamente  a 11 km al sureste de Ciechanów y 66 km  al norte de Varsovia. Su población es de 881 habitantes.